# Vitali Zajárchenko
Vitali Yúriyovych Zajárchenko (en ucraniano: Віталій Юрійович Захарченко; en ruso: Виталий Юрьевич Захарченко; nacido el 20 de enero de 1963) es un político ucraniano y ruso y consultor de la empresa estatal rusa Rostec. Fue ministro de Interior de Ucrania desde el 7 de noviembre de 2011 hasta que fue cesado de sus funciones por el Parlamento de Ucrania el 21 de febrero de 2014. Desde ese puesto, lideró el cuerpo de policía nacional de Ucrania, la Milítsiya.

## Biografía
Vitali Zajárchenko nació en Kostiantynivka, en la RSS de Ucrania de la Unión Soviética. Se graduó en la rama de Riga de la Escuela Superior del Ministerio de Interior de la URSS en Minsk en 1991. Empezó su carrera profesional en la policía en el óblast de Donetsk en julio de 1981. Entre mayo de 2008 y junio de 2010, ocupó puestos de responsabilidad en la Administración Tributaria del Estado en el óblast de Poltava. El presidente de Ucrania Víktor Yanukóvich nombró a Zajárchenko director de la Administración Tributaria del Estado de Ucrania el 25 de diciembre de 2010. El 7 de noviembre de 2011, el presidente lo nombró ministro de Interior en sustitución de Anatoli Mohyliov, quien había sido nombrado primer ministro de Crimea; a su vez, Yanukóvich nombró a Oleksandr Klymenko director de la Administración Tributaria del Estado. Según los medios de comunicación de Ucrania, Zajárchenko es un amigo cercano de Víktor Víktorovich Yanukóvich, hijo del presidente Yanukóvich, aunque éste, a través de su servicio de prensa, negó conceder altos cargos gubernamentales por motivos de lealtad personal o cercanía a su familia por delante de las cualificaciones profesionales. Al ser Zajárchenko alto funcionario del ministerio de Interior, tenía prohibido ser miembro de un partido político.
El Parlamento de Ucrania suspendió a Zajárchenko de sus funciones el 21 de febrero de 2014 por emplear la «violencia» contra los manifestantes de las protestas del Euromaidán. Cinco días después, se emitió una orden de arresto contra él. En la actualidad, está en busca y captura por asesinato.
Su última aparición pública en Rusia fue el 13 de abril de 2014 durante una rueda de prensa conjunta con Víktor Yanukóvich y el ex fiscal general de Ucrania Víktor Pshonka en Rostov del Don.